# Nkam

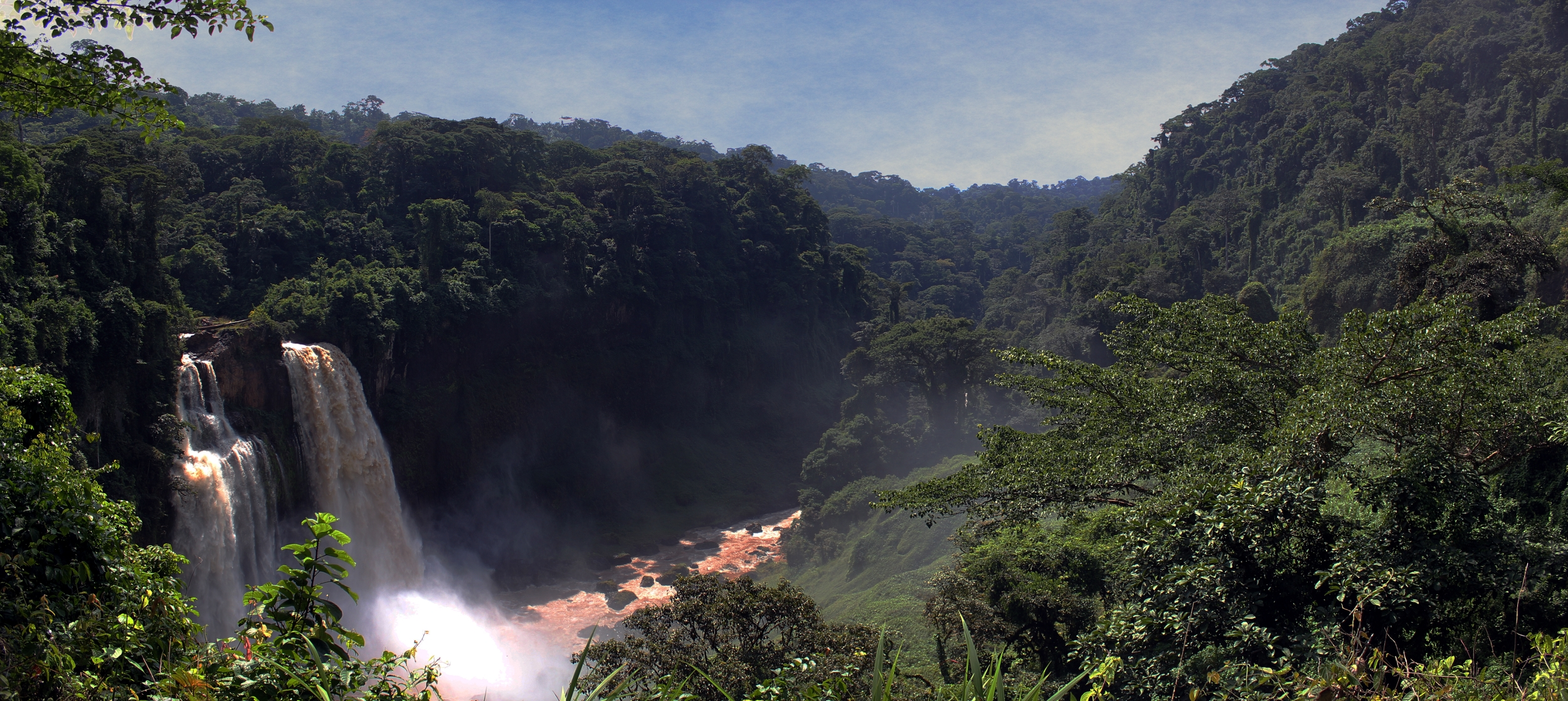
Watervallen bij Ekom

Nkam is een departement in Kameroen, gelegen in de regio Littoral. De hoofdstad van het departement heet Yabassi. De totale oppervlakte bedraagt 2 429 km². Er wonen 66 979 mensen in Nkam.

## Districten
Nkam is onderverdeeld in vier districten:
- Ndobian
- Nkondjock
- Yabassi
- Yingui